# 不在着信の符丁化

不在着信のアイコン

不在着信の符丁化（ふざいちゃくしんのふちょうか）は、不在着信を意図的に発生させることで事前の取り決めに従って通信を行う1ビット通信の手法である。
アメリカ合衆国でミスド・コール（Missed Call）、アフリカではビーピング（Beeping）、インドネシアではママンチン（Memancing、釣り）、ナイジェリアではフラッシング（Flashing）、パキスタンではフラッシュコール（Flashcall）、フィリピンではミスコル（Miskol）、といった呼び名がある。

## 影響
プリペイド式携帯電話は、後払い式より低廉であることからエマージング・マーケット（新興成長市場）において普及している。発信時間が制限されているため、不在着信であれば発信時間に算入されないことを利用し、発信時間を節約することができる。また、音声や文章を介さないため、言語の壁に影響されない通信手段でもある。インド経営大学院コーリコード校でマーケティング論の教授職にあるケヨール・プラニ（Keyoor Purani）は、「経済的で広範囲に普及した通信である」と評している。
不在着信を通信に用いる方法が普及している国では、事業者の一部が「通信回線にただ乗りしている方法である」との見解を示している。2005年8月、インフォーマ・テレコム&メディアがケニヤのGSM回線で1日に400万回この方法が用いられていると推定した。2006年、インド国内の携帯電話1億400万回線の半数以上がこの方法を用いていると推定された。2007年にはインド携帯電話事業者協会が、ネットワークに与える影響を研究すると発表した。
タガログ語のミスコルは「miss call」に由来する借用語であるが、フィリピン大学ディリマン校主催の2007年度流行語大賞に選出されている。
2007年のスリランカでは15%が行っている方法と推定された。

## 利用
事前の取り決めと文脈に従って通信が行われる。典型的には、不在着信を送信者の状況（例：特定の場所に到着した、注文の品が受け取り可能になった）を伝えるために用いられる。国によっては、不在着信のパターンで特定のメッセージとなる。例えばバングラデシュでは2回の不在着信で「誰かが遅れている」、シリアでは5回の不在着信で「オンラインチャットしたい」を表す。若いカップルは、パートナーが通話していないか確認したり、通話状態を作り出すために不在着信を用いることがある。ガーナでは、音声通話のかけ直しを求める（つまり、通信料の支払いを要求することになる）ことになるケースが知られている。
1ビット通信を行うモバイルアプリケーション（例：「Yo」というメッセージを送ることしかできないYo）は、不在着信を通信に用いる方法と比較されることがある。

### 商業的利用（ミスド・コール・マーケティング）
モバイル・マーケティング分野におけるパーミッション・マーケティングに用いられることがあり、MCM（ミスド・コール・マーケティング、missed call marketing）と称される。MCMは携帯電話事業者が無制限の着信と文字通信を提供するプランを利用して行われる。広告により特定の番号に不在着信を残す方法を通知する。この番号は自動的に切断されるように設定される。その後、音声または文字で、商品の情報、プランの提供、広告主からの祝辞などが返信される。広告主は発信者の電話番号を保持し、顧客データベースを構築、将来の分析や顧客エンゲージメントに利用することができる。
MCMは文化的・経済的環境を反映してインドで顕著な実例がある。インドではプリペイド式携帯電話が90%以上を占めており、フィーチャーフォンが一般的であった上に、郊外の多くはインターネットへのアクセスが広く可能とはなっておらず、モバイルブロードバンドも浸透していなかった。広告以外にも不在着信の番号は銀行の電話取引、テレビの電話投票やラジオの聴取に用いられた。
MCMに特化した企業は数多く存在しており、フラッシュコール（Flashcall Inc）、ビバコネクト（VivaConnect）、ジップダイアル（Zipdial）等が含まれる。ジップダイアルはクリケットのスコアやアンナ・ハザレの反腐敗運動で知られ、最初の3年間で4億1500万回の着信を得た後、2015年Twitterに2000万から4000万USドルの間の金額で買収された。2014年、Facebookは広告の形態として導入、これはブラジル、インド、インドネシア、南アフリカのようなエマージング・マーケットにおける広告力を強化する目的であった。当初はジップダイアルと提携し、後にビバコネクトに提携先を変更している。
2013年、ヒンドゥスタン・ユニリーバはカン・ハジュラ・テサン（Kan Khajura Tesan、イヤーワームラジオ）を開始した。これは、ボリウッド音楽や宗教音楽等のエンターテイメントを提供し、自社の宣伝に繋げるためのものである。ヒンドゥスタン・ユニリーバはエンゲージ・マーケティングを意図して行ったもので、メディアやインターネットが乏しい市場において消費者に訴求する手段として用いた。例えば、ビハール州ではもっとも一般的なラジオ局の地位にあり、2015年のインプレッションは2億に達した。競合しない他社の広告も取り入れた。例えば、スィンガム・リターンズのプロモーションを行ったところ、1700万回聴取された。2014年にはカンヌライオンズ 国際クリエイティビティ・フェスティバルでメディア部門ではオーディオ、モバイル・デバイス、モバイル部門でレスポンス／リアルタイムの計3部門で金賞を獲得した。2015年にはクリエイティブ・エフェクティヴネス部門で銅賞を得ている。
MCMが直面する批判としてケヨール・プラニは、「近視眼的な乱用により新聞広告やちらし、ダイレクトメール、電話勧誘販売といった手法がスパムのような問題を引き起こしたのと同様に、MCMも単なるマーケティングツールに退化し、多数の携帯電話利用者から避けられる危険性が存在している」とする。高級ブランドは、MCMが顧客層に不適切であると考えている。フラッシュコールは、スマートフォンとモバイルネット環境が広まっているアメリカ合衆国のように、不在着信を利用する習慣が定着していない地域では、実現不可能なコンセプトであると判断している。

### 社会活動
2011年のインドの反腐敗運動では、ジップダイアルを通じてアンナ・ハザレの運動を支援することができた。回数は450万回に達し、Facebookのいいね!ボタンやTwitterの運動に関する記事へのリツィートを大きく上回った。
2013年1月、バングラデシュでモバイルインターネット回線の高い費用に抗議する組織的運動が行われた際には、事業者に対する抗議行動として行うDoS攻撃の手段として同時に数百万もの不在着信が発生した。
2014年、インドのアーム・アードミ党が党員募集の手段として使用し、1月以内に70万の党員を獲得した。
2016年1月31日、インド首相ナレンドラ・モディは、毎月放送するラジオ番組マン・キ・バートを、不在着信を利用して聴取可能とした。政府発表では、1月31日から2月23日にかけて2000万以上の回線から3000万回以上の不在着信があったとされている。